# Переробка природного газу на промислі

Кавердинська установка комплексної підготовки газу, Полтавська область

Переробка природного газу на промислі

## Загальний опис
Метою промислової підготовки природного газу є очищення в сепараторах від крапельок рідини (вуглеводневий конденсат, вода) і частинок породи, що виносяться разом з газом із свердловин.
Установка комплексної підготовки газу (УКПГ) являє собою комплекс технологічного обладнання та допоміжних систем, що забезпечують збір та підготовку (очищення, розділення) природного газу і газового конденсату. Товарною продукцією установки комплексної підготовки газу є: сухий газ газових родовищ, сухий відбензинений природний газ газоконденсатних родовищ, газовий конденсат.
На промислах природного газу застосовують сепаратори різних конструкцій: вертикальні, горизонтальні і кульові з різними внутрішніми і зовнішніми пристроями.
За принципом дії газові сепаратори поділяються на:
- гравітаційні, в яких крапельки рідини і частинки породи осідають за рахунок сил маси;
- інерційні, в яких зазначені частинки осідають за рахунок сил інерції;
- насадочні, в яких використовуються сили адгезії (прилипання);
- сепаратори змішаного типу, в яких для відділення частинок і крапельок рідини використовуються названі в попередніх пунктах сили.

Ступінь ефективності роботи сепаратора Кеф, вимірюється відношенням фактично відсепарованого об’єму краплинної рідини (qф) до загального обсягу краплинної рідини, що знаходиться в газі (qзаг).
Найбільш високу ступінь ефективності мають, як правило, сепаратори насадочні (жалюзійні) і змішаного типу, які є технічно більш досконалими.
Гравітаційні газові сепаратори. Використання в сепараторах лише сили тяжіння осідаючих частинок призводить до того, що розміри апаратів виходять дуже великими, а тому потрібна значна витрата металу. У зв’язку з цим гравітаційні сепаратори практично не випускаються без спеціальних відбійників.
Інерційні газові сепаратори. У інерційних сепараторах ефект осадження із газу крапельок рідини і часток породи досягається за рахунок використання відцентрових сил. Такі сепаратори називають циклонними.
Насадочні газові сепаратори. Основним елементом сепараторів цього типу є насадка. На газових промислах поширені насадки жалюзійного типу.